# Stanisław Stwosz

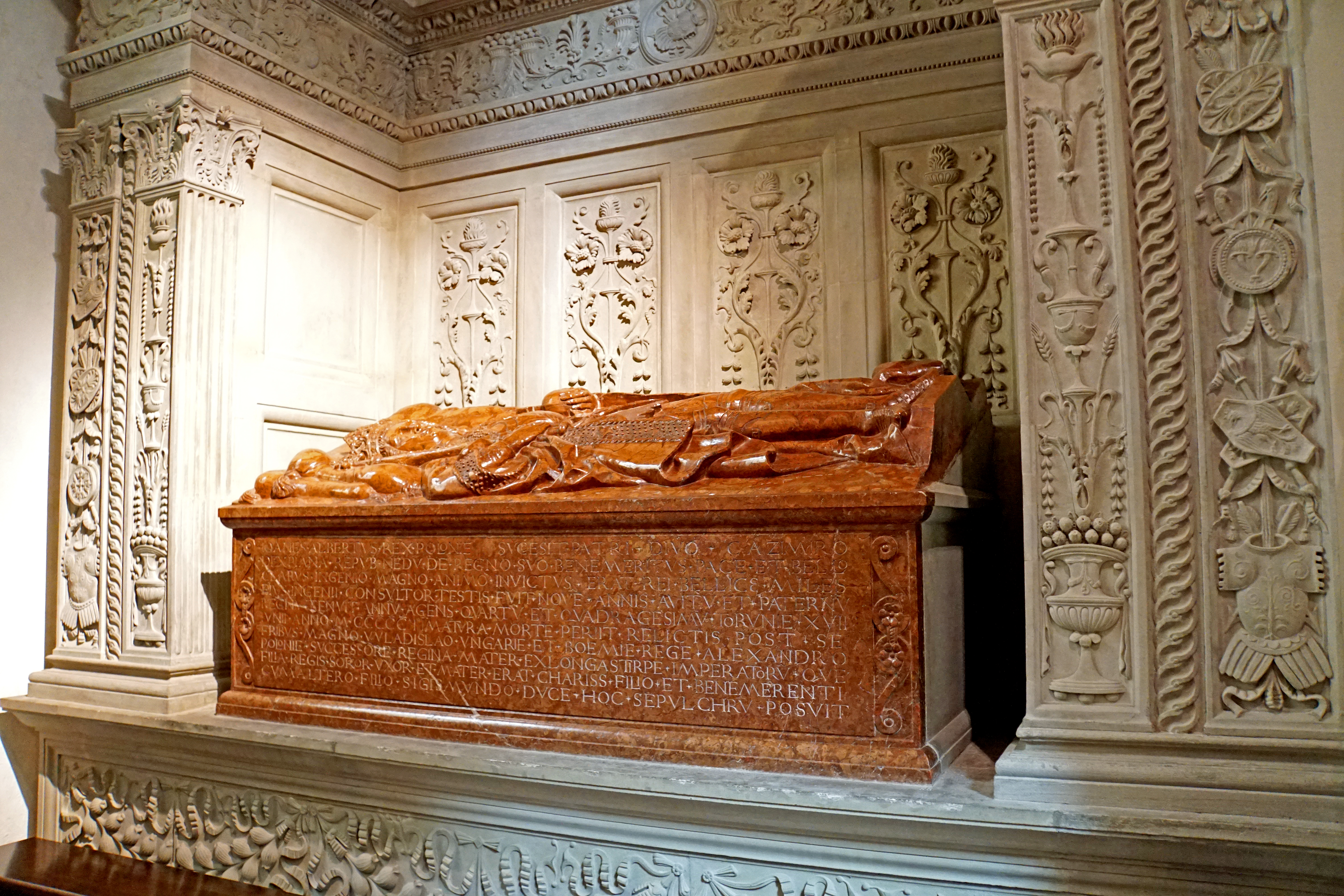
Płyta nagrobna króla Jana Olbrachta

Stanisław Stwosz, Stanislas Stos (ur. ok. 1478 w Krakowie, zm. 1528 w Norymberdze) – krakowski rzeźbiarz, syn Wita Stwosza.

## Życiorys
Od 1505 roku tworzył w Krakowie, gdzie (pomiędzy rokiem 1505 a 1509) ożenił się z Apolonią, córką Marcina Czarnego. Przypisuje mu się autorstwo płyty nagrobnej Jana Olbrachta w kaplicy pw. Bożego Ciała w katedrze wawelskiej (na równi z Jörgiem Huberem z Pasawy).
Stwosz jest autorem tryptyku przedstawiającego świętego Stanisława z 1504 nad południową kruchtą wejściową do Kościoła Mariackiego (zachowanego częściowo), tryptyku Jana Olbrachta znajdującego się w Kaplicy Czartoryskich w katedrze oraz poliptyku z Domaradza. Wykonał też rzeźbę przedstawiającą scenę Zaśnięcia Matki Boskiej w Kościele Bożego Ciała w Bieczu.